# Дінков Василь Олександрович
Василь Олександрович Дінков (нар. 25 грудня 1924, село Луначарське Новоспасівського району Бердянського округу, тепер село Азовське Бердянського району Запорізької області — 25 червня 2001, місто Москва, Російська Федерація) — радянський державний діяч, міністр газової промисловості СРСР, міністр нафтової промисловості СРСР. Член ЦК КПРС у 1986—1990 роках. Депутат Верховної Ради СРСР 10—11-го скликань. Герой Соціалістичної Праці (24.12.1984).

## Життєпис
Народився в селянській родині. Правнук болгарського емігранта Павла Дінкова, учасника боротьби з турецькою владою, який переїхав на Бердянщину і отримав від російського імператора Олександра II великий земельний наділ. У 1920-ті роки родина Дінкових потрапила під розкуркулення і переїхала на Північний Кавказ (тепер — Краснодарський край). У станиці Пашковській (околиця Краснодара) Василь Дінков пішов у перший клас.
У 1941—1942 роках — експедитор Краснодарського міського харчоторгу.
У 1942—1947 роках — у Червоній армії, учасник німецько-радянської війни.
Член ВКП(б) з 1946 року.
У 1947—1949 роках — голова ревізійної комісії, секретар партійного бюро колгоспу «Путь Ильича» Пашковського району Краснодарського краю.
У 1949—1954 роках — студент Азербайджанського нафтового (індустріального) інституту імені Азізбекова.
У 1954—1956 роках — старший інженер-механік нафтопромислового управління «Абіннафта» Краснодарського краю.
У 1956—1957 роках — начальник виробничо-технічного відділу газопромислового управління об'єднання «Краснодарнафта» Краснодарського краю. У 1957—1959 роках — головний інженер газопромислового управління об'єднання «Краснодарнафта».
У 1959—1960 роках — головний інженер газопромислового управління Краснодарської Ради народного господарства (раднаргоспу). У 1960—1962 роках — начальник відділу видобутку і переробки газу управління нафтової і газової промисловості «Краснодарнафта» Краснодарського раднаргоспу.
У 1962—1965 роках — начальник Краснодарського управління магістральних газопроводів.
У 1965—1966 роках — начальник об'єднання «Кубаньгазпром».
У квітні 1966—1970 роках — начальник головного управління з видобутку газу Міністерства газової промисловості СРСР. У червні 1967 року затверджений членом колегії Міністерства газової промисловості СРСР.
У 1970—1979 роках — заступник міністра, у лютому 1979 — 8 травня 1981 року — 1-й заступник міністра газової промисловості СРСР.
8 травня 1981 — 11 лютого 1985 року — міністр газової промисловості СРСР.
Указом Президії Верховної Ради СРСР від 24 грудня 1984 року за великі заслуги перед радянською державою у розвитку газової промисловості та в зв'язку з шістдесятиліттям з дня народження Дінкову Василю Олександровичу присвоєно звання Героя Соціалістичної Праці з врученням ордена Леніна і золотої медалі «Серп і Молот».
12 лютого 1985 — 27 липня 1989 року — міністр нафтової промисловості СРСР.
З липня 1989 року — персональний пенсіонер союзного значення в Москві.
У 1991—1994 роках — президент російсько-швейцарського акціонерного товариства «СЖС—Енергодіагностика». Член Ради директорів ВАТ «Газпром» (до 1999 року). З 1993 року — заступник керівника секретаріату міжурядової Ради по нафті і газу країн СНД, керівник Московського представництва секретаріату Ради з нафти і газу країн СНД. У 1994—2001 роках — голова тендерного комітету з будівництва газопроводу «Ямал—Європа» ВАТ «Газпром».
Помер 25 червня 2001 року. Похований в Москві на Новодівочому цвинтарі.

## Нагороди і звання
- Герой Соціалістичної Праці (24.12.1984)
- три ордени Леніна (1.07.1966, 6.10.1983, 24.12.1984)
- орден Жовтневої Революції (5.03.1976)
- орден Вітчизняної війни І ст. (11.03.1985)
- орден Трудового Червоного Прапора (25.08.1971)
- Державна премія СРСР (1980)
- Державна премія Росії (1994)
- медалі
- Почесний працівник газової промисловості
- Почесний нафтовик
- «Ветеран праці»
- «Ветеран праці газової промисловості»